# 福岡県道516号香椎停車場線
福岡県道516号香椎停車場線（ふくおかけんどう516ごう かしいていしゃじょうせん）は、福岡県福岡市東区を通る一般県道である。

## 概要
福岡市東区香椎駅前1丁目から福岡市東区香椎駅前2丁目に至る。

### 路線データ
- 起点：福岡県福岡市東区香椎駅前1丁目（JR香椎駅前交差点、福岡県道504号町川原福岡線交点）
- 終点：福岡県福岡市東区香椎駅前2丁目（香椎交差点、国道3号交点）

## 地理

### 通過する自治体
- 福岡市（東区）

### 交差する道路
| 交差する道路              | 交差する場所  | 交差する場所            |
| ------------------------- | ------------- | ----------------------- |
| 福岡県道504号町川原福岡線 | 香椎駅前1丁目 | JR香椎駅前交差点 / 起点 |
| 国道3号                   | 香椎駅前2丁目 | 香椎交差点 / 終点       |

### 交差する鉄道
- 西鉄貝塚線

### 沿線
- JR九州鹿児島本線 香椎駅
- 西鉄貝塚線 西鉄香椎駅
- 香椎セピア通り